# Latimeria menadoensis
Espèce
Statut de conservation UICN

 VU C2a(ii); D2 : Vulnérable
Statut CITES
Le Cœlacanthe de Manado ou Cœlacanthe indonésien (Latimeria menadoensis) est une espèce de poissons de la famille des Latimeriidae. C'est l'une des deux espèces de Cœlacanthes non éteintes. Elle a été découverte en 1997 près de l'île de Manado Tua au large de Célèbes, d'après laquelle elle a été nommée, et décrite scientifiquement en 1999.

## Découverte
Le 18 septembre 1997, Arnaz et Mark Erdmann, en voyage de noces en Indonésie, ont vu un étrange poisson sur un marché à Manado Tua, sur l'île de Sulawesi. Mark Erdmann pensait qu'il s'agissait d'un gombessa (Latimeria chalumnae), bien qu'elle soit brune et non bleue. Erdmann n'a pris que quelques photos du poisson avant sa vente. Après avoir confirmé que la découverte était unique, Erdmann est retourné à Sulawesi en novembre 1997, interrogeant des pêcheurs pour rechercher d'autres exemples,. En juillet 1998, Om Lameh Sonatham, un pêcheur, a capturé un deuxième spécimen indonésien, de 1,2 m de long et pesant 29 kg le 30 juillet 1998, et a remis le poisson à Erdmann. Le poisson était à peine vivant, mais il a vécu pendant six heures, permettant à Erdmann de documenter photographiquement sa coloration, ses mouvements de nageoires et son comportement général. Le spécimen a été conservé et donné au musée zoologique de Bogor, qui fait partie de l'Institut indonésien des sciences. La découverte d'Erdmann a été annoncée dans Nature en septembre 1998.

Le poisson collecté par Erdmann a été décrit dans un numéro de 1999 des Comptes Rendus de l'Académie des sciences par l'équipe de Pouyaud. On lui a donné le nom scientifique Latimeria menadoensis (du nom de Manado où le spécimen a été trouvé). La description et sa dénomination ont été publiées sans l'implication ou la connaissance d'Erdmann, qui avait mené de manière indépendante des recherches sur le spécimen à l'époque. En réponse aux plaintes d'Erdmann, Pouyaud et deux autres scientifiques ont affirmé dans une soumission à Nature qu'ils connaissaient la nouvelle espèce depuis 1995. Cependant, la preuve photographique fournie du prétendu spécimen de 1995, soi-disant collecté au sud-ouest de Java, a été reconnue comme une contrefaçon grossière par l'équipe éditoriale.

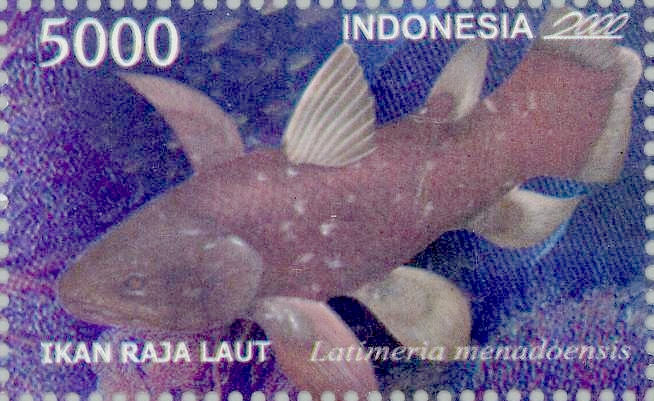

Le Cœlacanthe d'Indonésie mesure jusqu'à 1,4 m de long, voire 1,6 m, et pèse de 65 à 98 kg. Il est solitaire mais on peut le rencontrer en groupe dans les grottes sous-marines.
Exemple fameux de « taxon Lazare », cette espèce est aujourd'hui menacée à cause de la pêche entreprise à l'initiative de collectionneurs.

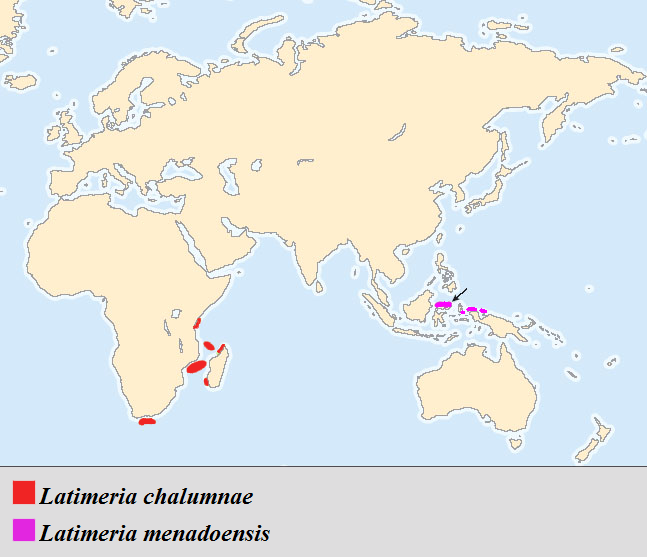
En rouge, Latimeria chalumnae ; en mauve, Latimeria menadoensis

Une espèce proche, Latimeria chalumnae, a été découverte dès 1938 au large de l'Afrique du Sud.